# Berwaldhalle

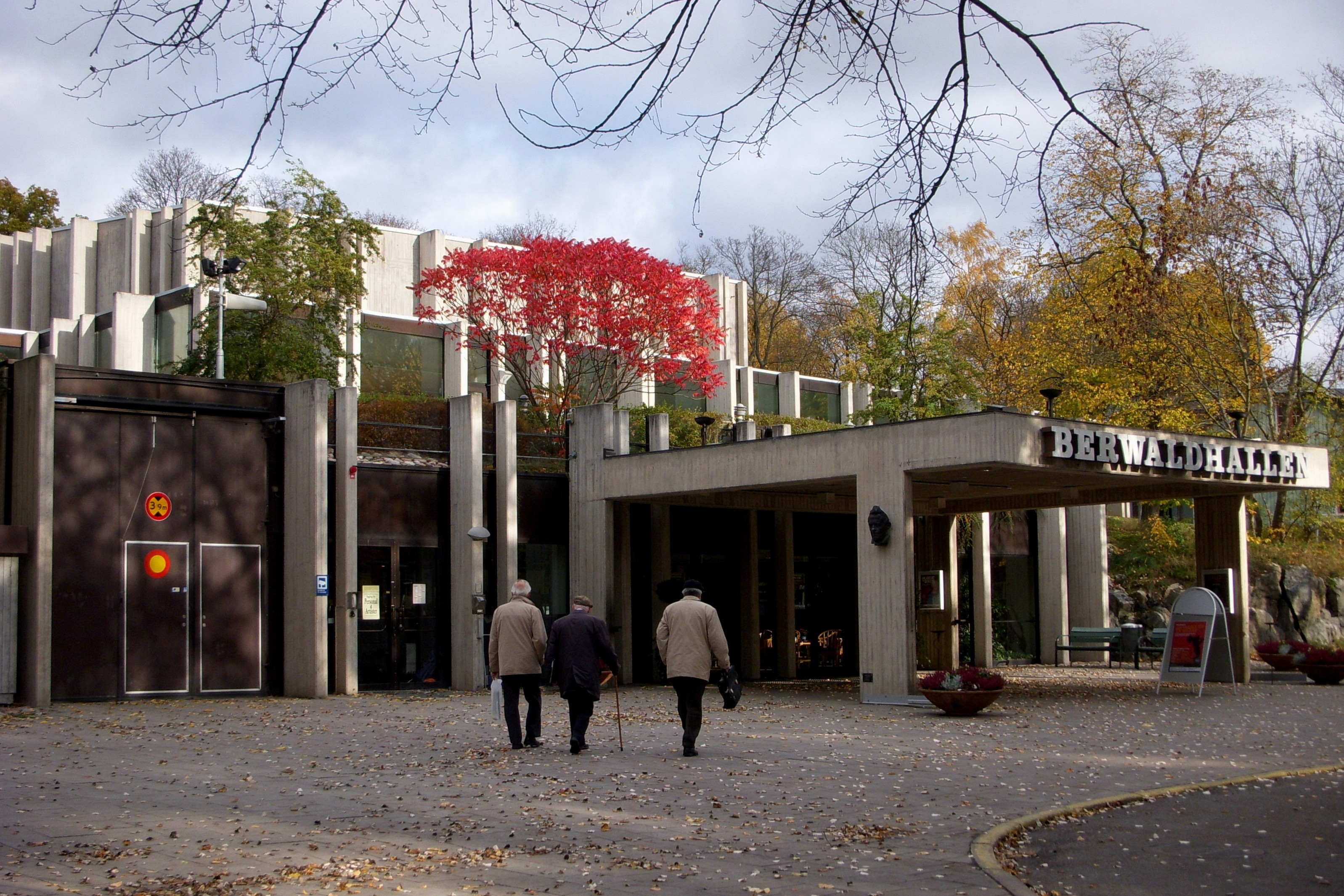
Die Berwaldhalle in Stockholm

Die Berwaldhalle ist ein Konzerthaus im Stadtteil Östermalm der schwedischen Hauptstadt Stockholm. Sie ist nach Franz Berwald, einem der wichtigsten schwedischen Komponisten des 19. Jahrhunderts benannt.
Das Gebäude entstand zwischen 1976 und 1979 im Auftrag von Sveriges Radio nach Plänen der Architekten Erik Ahnborg und Sune Lindström. Es ist seitdem die Spielstätte des Sinfonieorchesters des Radiosenders. Für zwei Drittel des Gebäudes wurde ein Hohlraum in den vorhandenen Felsen gesprengt, so dass nur ein kleiner Teil von außen sichtbar ist. Damit passt sich der Bau unauffällig in die angrenzende Parklandschaft ein.
Der Konzertsaal bietet Platz für 1.300 Besucher und auf der Bühne können sich bis zu 100 Musiker versammeln. Dieser Saal ist sechseckig und bietet eine besonders gute Akustik.